# Charles Lyell
Charles Lyell, 1e Bt (Kinnordy (Schotland), 14 november 1797 – Londen, 22 februari 1875) was een Brits advocaat, geoloog en paleontoloog, bekend om het verspreiden van het uniformitarianisme onder het grote publiek door de boeken die hij schreef. Hij was een belangrijke aanhanger van de evolutietheorie.

## Biografie

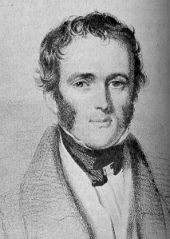
Charles Lyell op jonge leeftijd

Lyell werd geboren in Forfarshire, als oudste van tien kinderen. Lyells' vader, ook Charles genaamd, was een botanicus en bracht Charles junior voor het eerst in contact met het bestuderen van de natuur. Zijn interesse werd verder gewekt doordat de familie een deel van het jaar in een tweede huis in de New Forest doorbracht. In 1816 begon zijn studie aan het Exeter College van de universiteit van Oxford, zijn interesses waren rechten, wiskunde en geologie. Onder begeleiding van William Buckland bestudeerde hij geologie, maar bleef daarnaast rechten studeren. Na kort als advocaat te hebben gewerkt (tot 1827) legde hij zich volledig toe op de geologie. Hij bestudeerde vulkanische gesteenten in Auvergne en Tertiaire afzettingsgesteenten in Provence en in Italië. Dit leidde hem ertoe het Tertiair op te delen in drie periodes: het Eoceen, het Mioceen en het Plioceen, namen die nog steeds gebruikt worden.
Van 1830 tot 1833 verscheen Lyells boek Principles of Geology, waarin hij de ideeën van James Hutton uitlegt en aanvult. Hoewel er eerst enige tegenstand was, werden zijn ideeën al snel aanvaard. Dit had er ook mee te maken dat Lyell een goede schrijver was, die zijn publiek makkelijk voor zich won. Lyell werd in 1831 hoogleraar aan King's College te Londen, maar al snel gingen zijn boeken zo goed verkopen, dat een andere bron van inkomsten niet meer nodig was. In 1838 verscheen zijn tweede grote boek Elements of Geology, samengesteld uit de colleges die hij in Londen had gehouden.

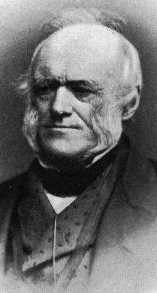
Charles Lyell op latere leeftijd

Lyell trouwde in 1832 met Mary Horner, dochter van de geoloog Leonard Horner. In 1834 en 1837 reisde hij naar Denemarken en Zweden, waar hij Tertiaire en Mesozoïsche afzettingen en de postglaciale opheffing bestudeerde. In 1835 werd hij president van de Geological Society. In 1841 en 1845 maakte hij twee reizen naar Noord-Amerika, waar hij de V.S., Canada en Nova Scotia bezocht. Behalve wetenschappelijke publicaties schreef hij ook reisverslagen.
In 1858 reisde hij naar Sicilië waar hij de Etna bestudeerde. In 1858 regelde hij dat Charles Darwin en Alfred Russel Wallace samen hun ideeën over evolutie publiceerden. Hij werd door Darwin overtuigd van evolutie, hoewel hij eerst een tegenstander was geweest. In Principles of Geology viel hij de ideeën van Jean-Baptiste Lamarck over evolutie nog aan (het noemen van Lamarck in zijn boek bezorgde die trouwens een grotere bekendheid in de Engelstalige wereld dan anders ooit het geval was geweest). Lyell schreef in 1863 zijn boek Geological Evidences of the Antiquity of Man over zijn eigen ideeën over evolutie. Voor zijn wetenschappelijk werk werd Lyell in 1848 geridderd, in 1864 werd hij baronet.
In zijn laatste jaren bleef Lyell, hoewel hij volledig blind was geworden, zijn drie boeken herschrijven. Toen hij in 1875 overleed, werd hij begraven in Westminster Abbey.

## Wetenschappelijk werk
Charles Lyell heeft de grondbeginselen van de geologie, die door James Hutton waren opgesteld, bij het grote publiek bekendgemaakt. Zijn belangrijkste bijdrage aan de wetenschap was het verspreiden en aanscherpen van deze grondbeginselen. Charles Darwin had op zijn reis met de Beagle een kopie van Principles of Geology bij zich, wat een van de dingen was die hem naar de evolutietheorie zou leiden. Lyell bleef zijn belangrijkste drie boeken tot aan zijn dood herzien en voorzien van nieuwe informatie en gegevens, zodat elke druk weer completer was dan de vorige.
De drie belangrijkste boeken van Charles Lyell zijn:
- Principles of Geology was behalve zijn eerste ook zijn bekendste boek en het boek dat hem beroemd zou maken. De eerste druk verscheen in drie delen tussen 1830 en 1833, en zou een belangrijke inspiratie zijn voor Charles Darwin. In het boek legt Lyell uit dat de vorming van gesteenten plaatsvindt door processen die tegenwoordig nog steeds zijn waar te nemen (het zogenaamde uniformitarianisme). Dit idee ging in tegen de toen heersende opvatting dat gesteenten vooral vormen door grote plotselinge catastrofes, waarvan de Zondvloed de belangrijkste was. Lyell werd naast John Playfair de belangrijkste voorstander van het uniformitarianisme.
- Elements of Geology (1838) was oorspronkelijk bedoeld als het vierde deel van Principles. Het is een systematische beschrijving van geologische formaties van verschillende ouderdommen, waarbij de principes van stratigrafie en paleontologie uitgelegd worden.
- Geological Evidences of the Antiquity of Man (1863)[5] was een samenvatting van Lyells ideeën over de geologie van het Kwartair. Het behandelt gletsjers, evolutie en de opkomst van de mens.

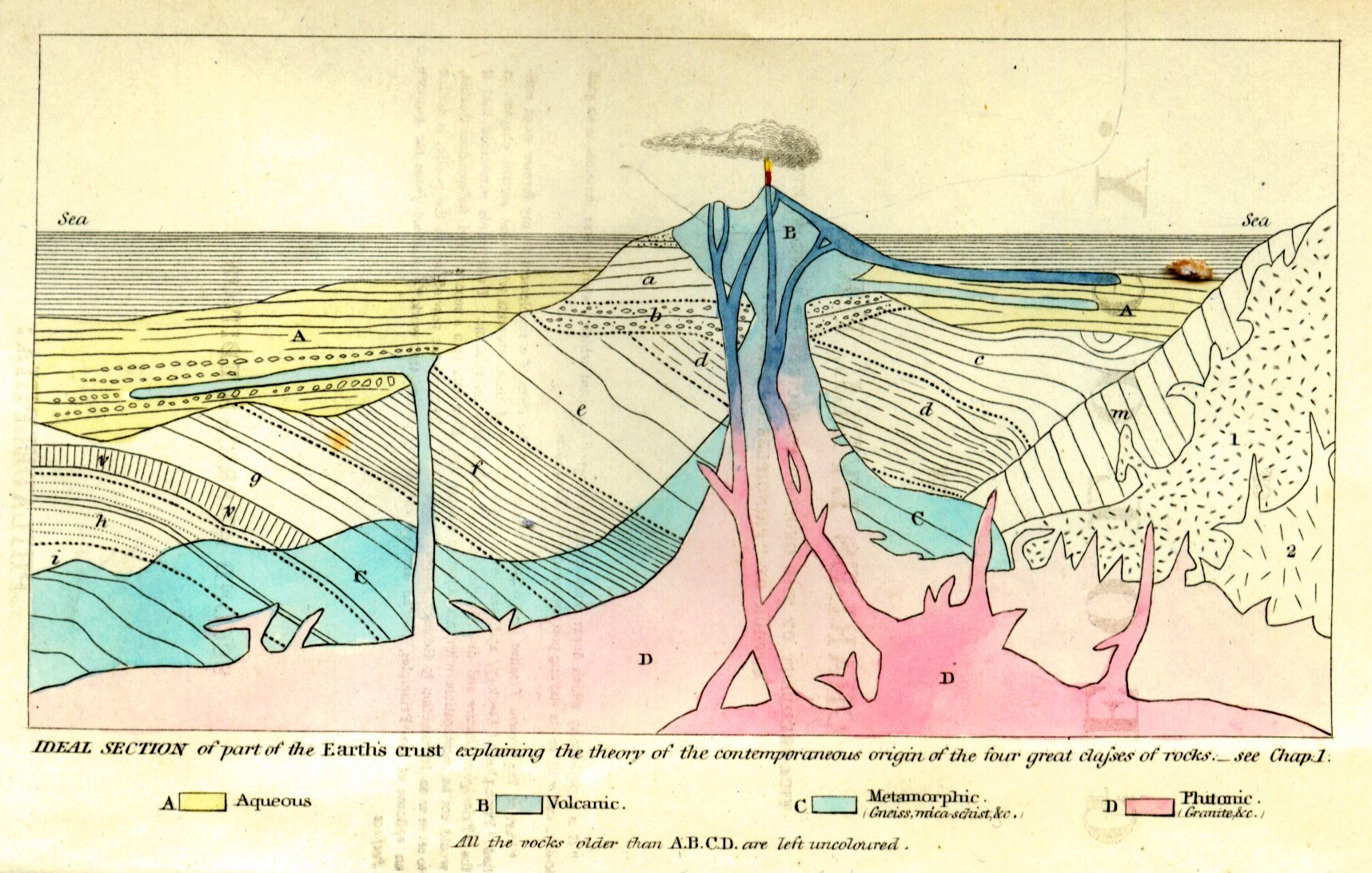
De frontispies uit Principles of Geology.

## Prijzen en vernoemingen
Lyell won de Copley Medal in 1858 en de Wollaston medaille in 1866.
Naar hem vernoemd zijn:
- Lyellland, schiereiland op Groenland
- Mount Lyell, een bijna 4.000 m hoge berg in Californië
- de krater Lyell op de Maan
- een krater op Mars